# Тидеманд, Адольф
Адольф Тидеманд (норв. Adolph Tidemand; 14 августа 1814, Мандал, — 25 августа 1876, Осло) — норвежский художник, представитель романтизма и реализма в живописи.

## Биография
А. Тидеманд родился в семье таможенника. Учился рисованию сначала у частного учителя, затем в Осло и в Копенгагене (1832-37). С 1833 года посещал Королевскую академию искусств в Копенгагене. В 1835 организует свою первую выставку в стенах Академии. В 1837-41 годах продолжает обучение в Дюссельдорфе. Работы, созданные в конце 1830-х — начале 1840-х годов, постепенно завоёвывают ему признание как мастеру живописи в Германии, Дании, Швеции и Норвегии.
В 1841 году А. Тидеманд, вместе с братом Эмилем, уезжает в Италию, совершенствовать свой художественный стиль. 1842-45 годы он проводит в путешествиях по Норвегии, во время которых пишет несколько полотен. В 1845 году Тидеманд женится на Клаудии Егер и, вместе с супругой, уезжает в Дюссельдорф. В 1850-е годы художник получает множество заказов, в том числе и от короля Швеции и Норвегии Оскара II (серия «Крестьянская жизнь» для замка Оскарсхалл, 1852 год). В 1867 году художник участвует во Всемирной выставке в Париже. С 1869 года — почётный профессор искусств Дюссельдорфской академии.
А. Тидеманд известен как художник-реалист, не боявшийся ставить в своих работах острые социально-критические вопросы. Также автор полотен, посвящённых исторической тематике, пейзажей, мастер портрета. Более 100 картин, написанных А. Тидемандом, хранится в Национальном художественном музее Осло.

## Галерея

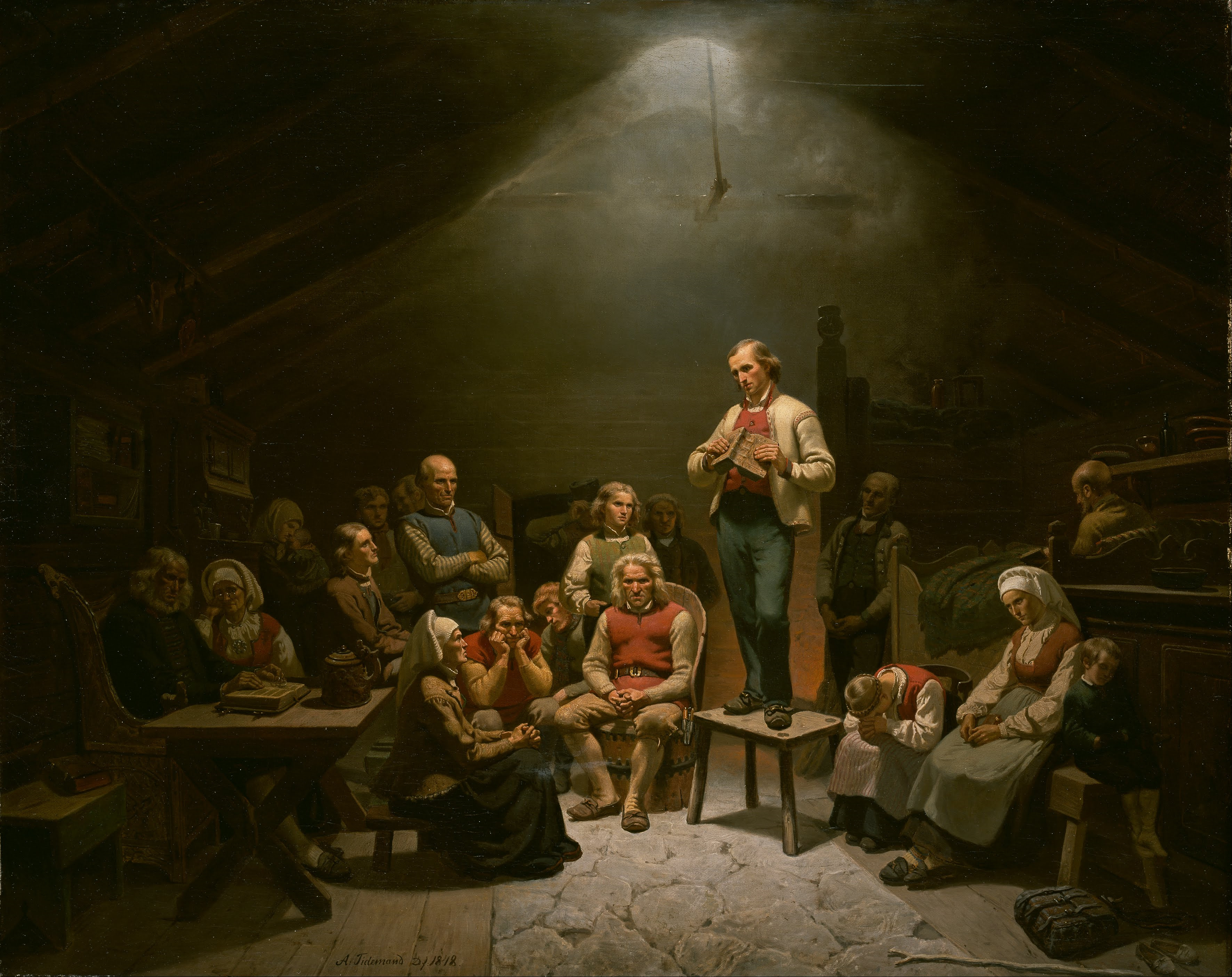
Религиозное собрание.
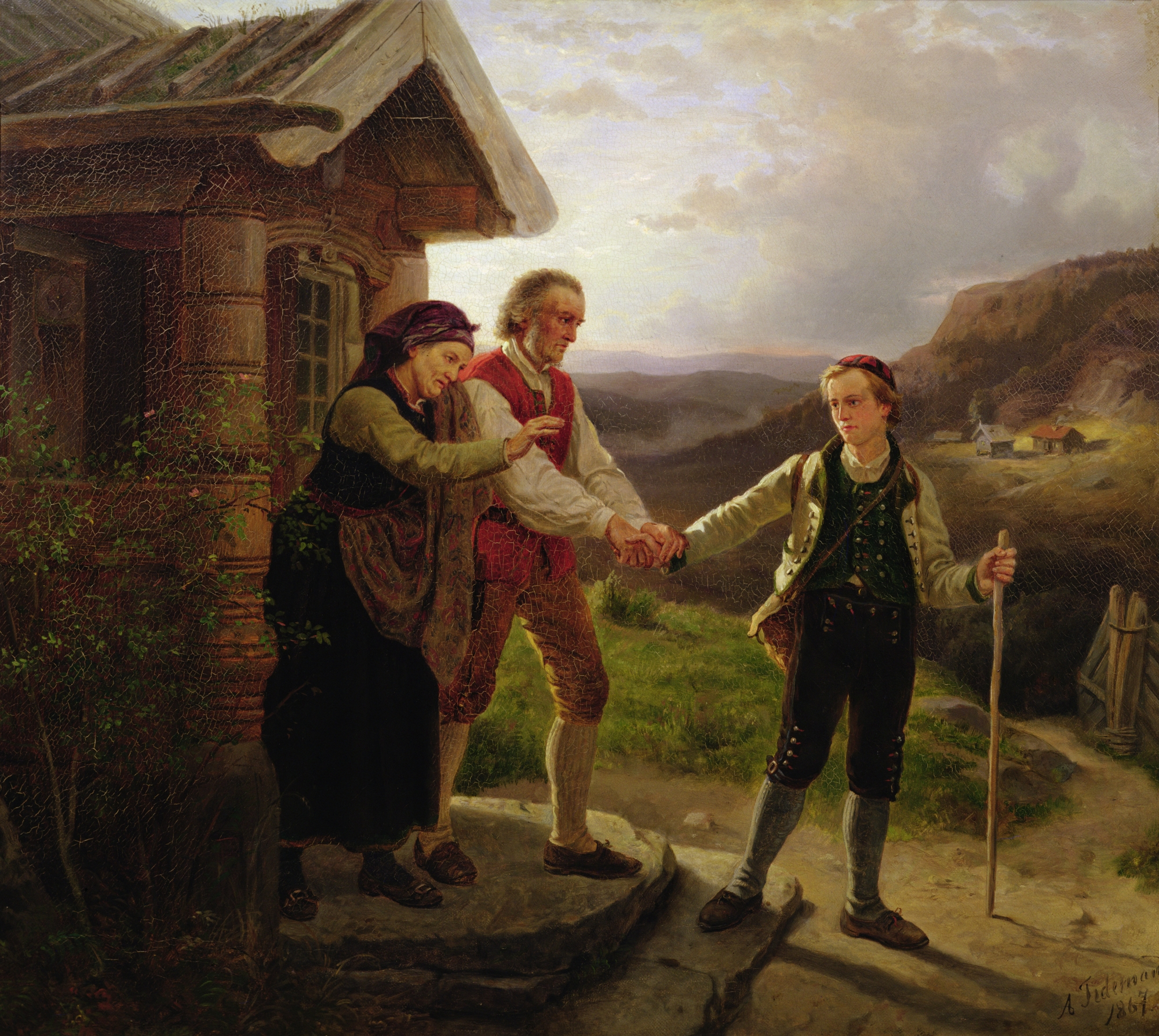
Юный сын покидает родительский фермерский дом.
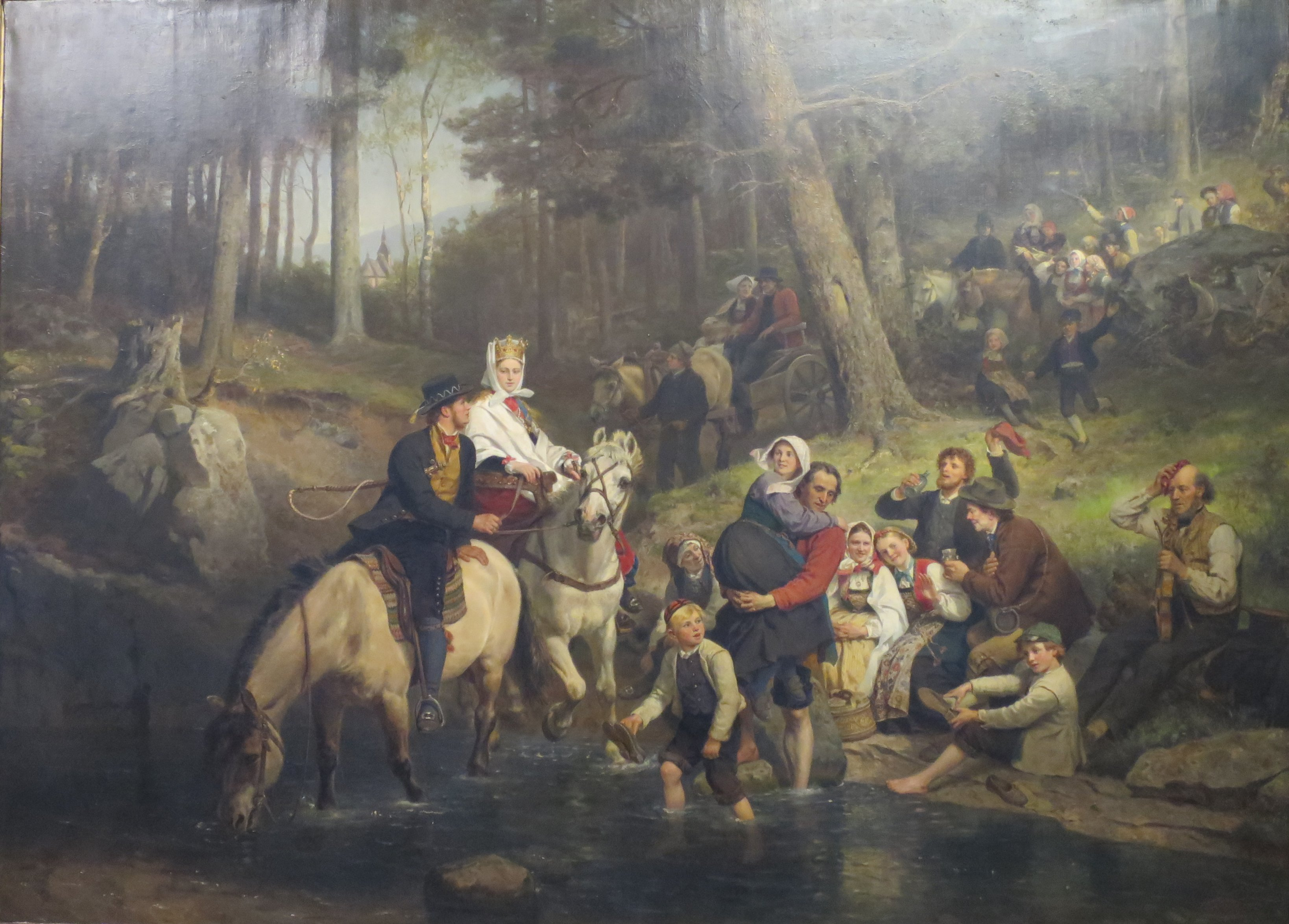
Свадебная процессия переправляется вброд через реку.
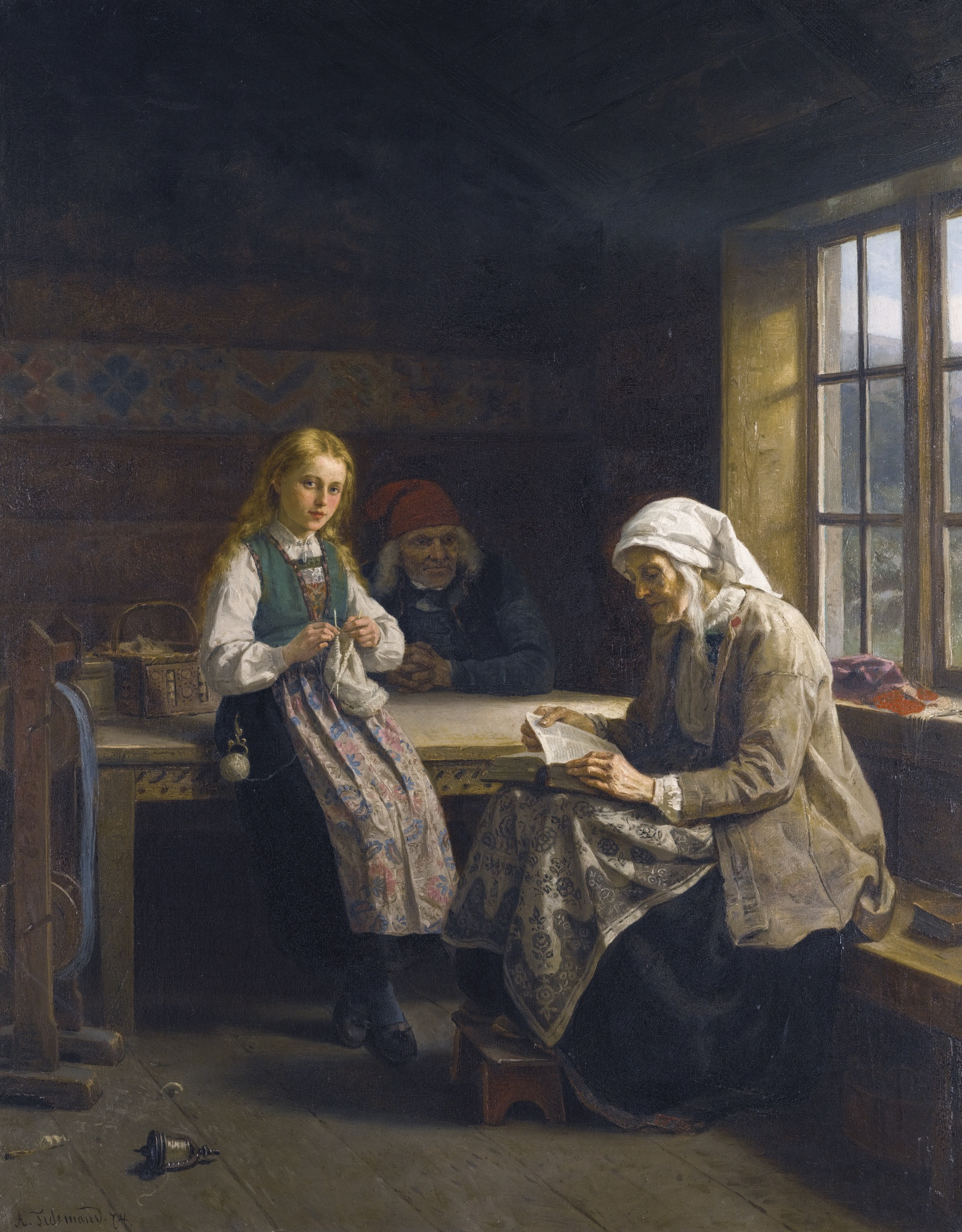
Сцена в фермерском доме.
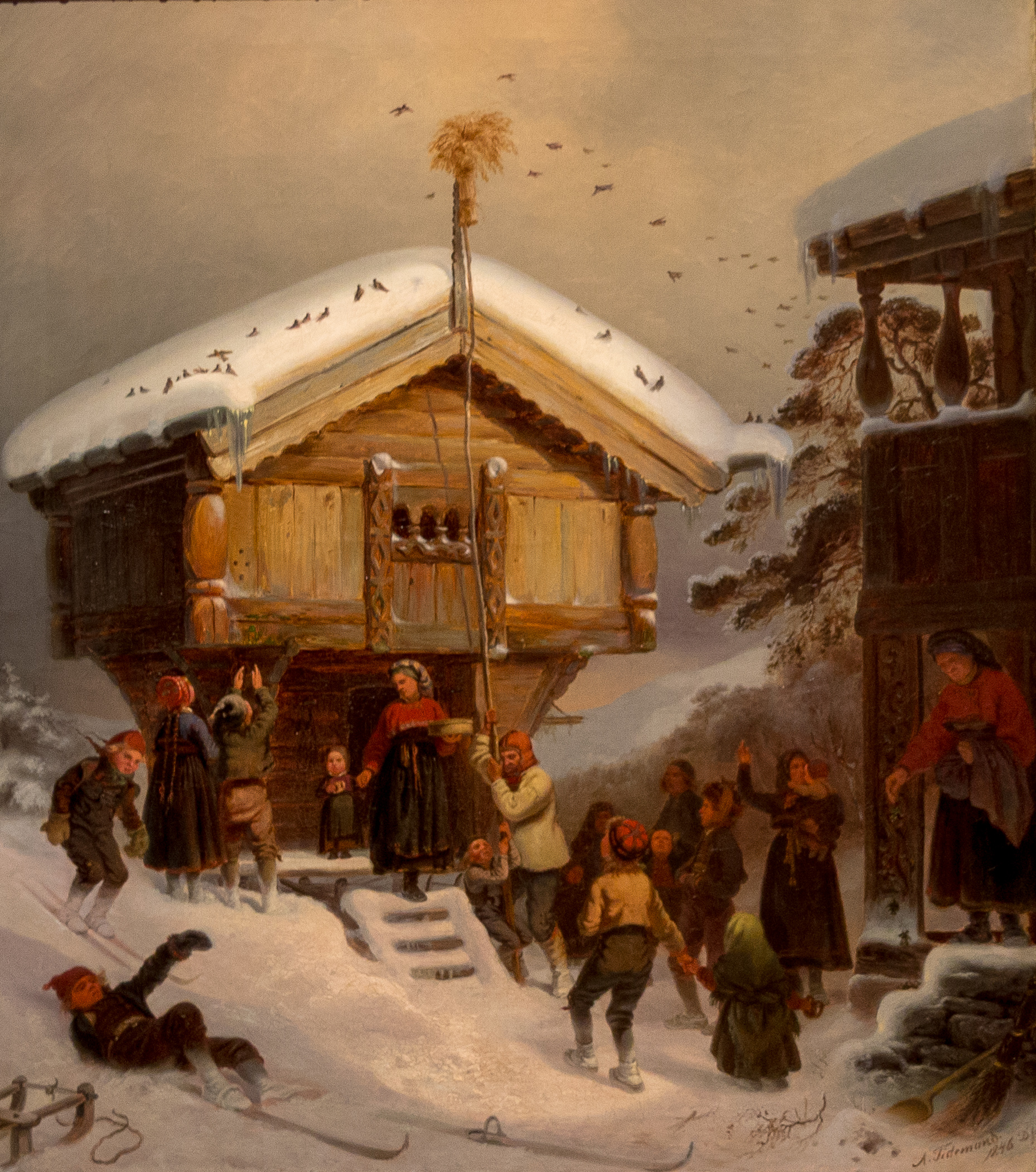
Традиции Рождества.
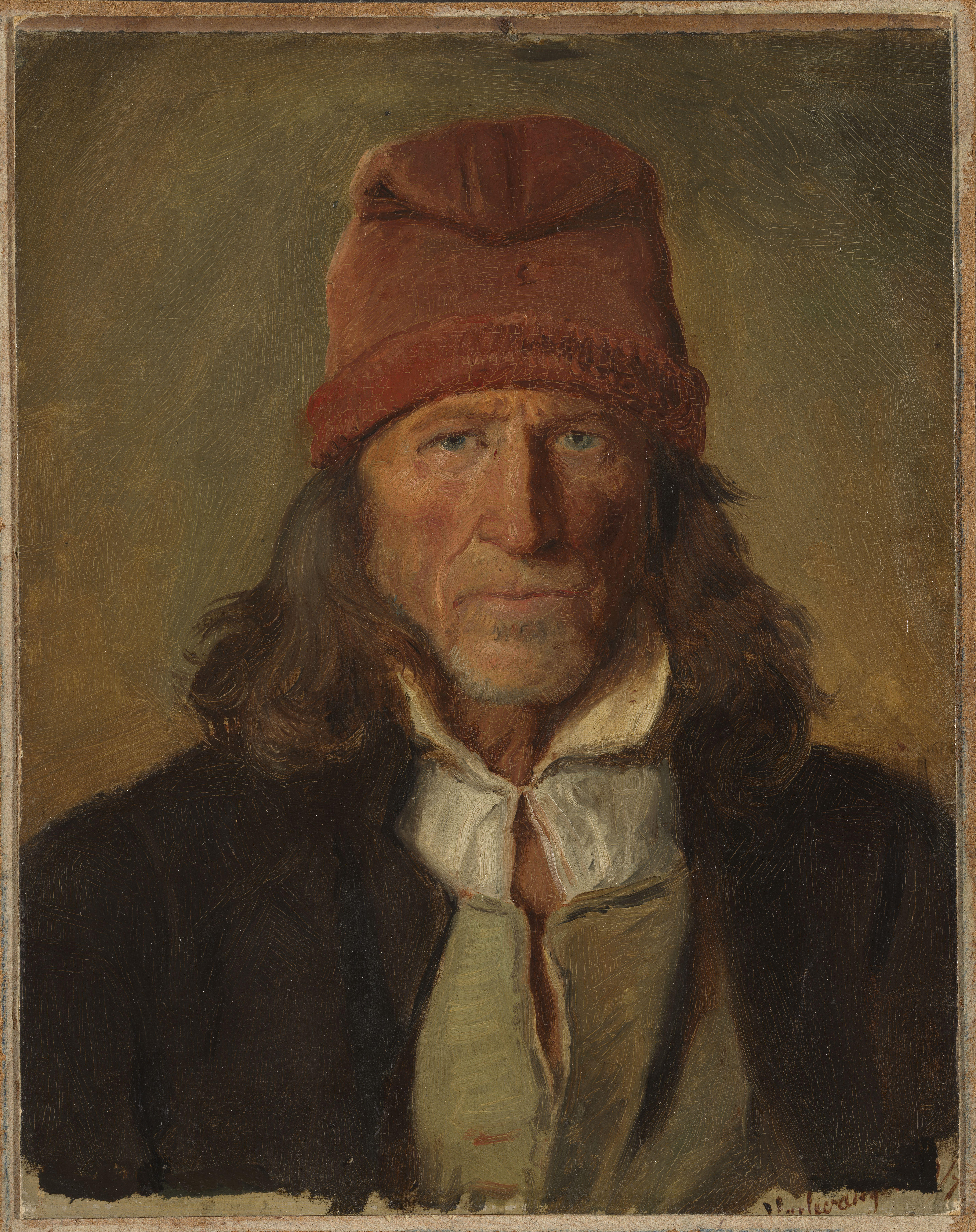
Портрет старого фермера.
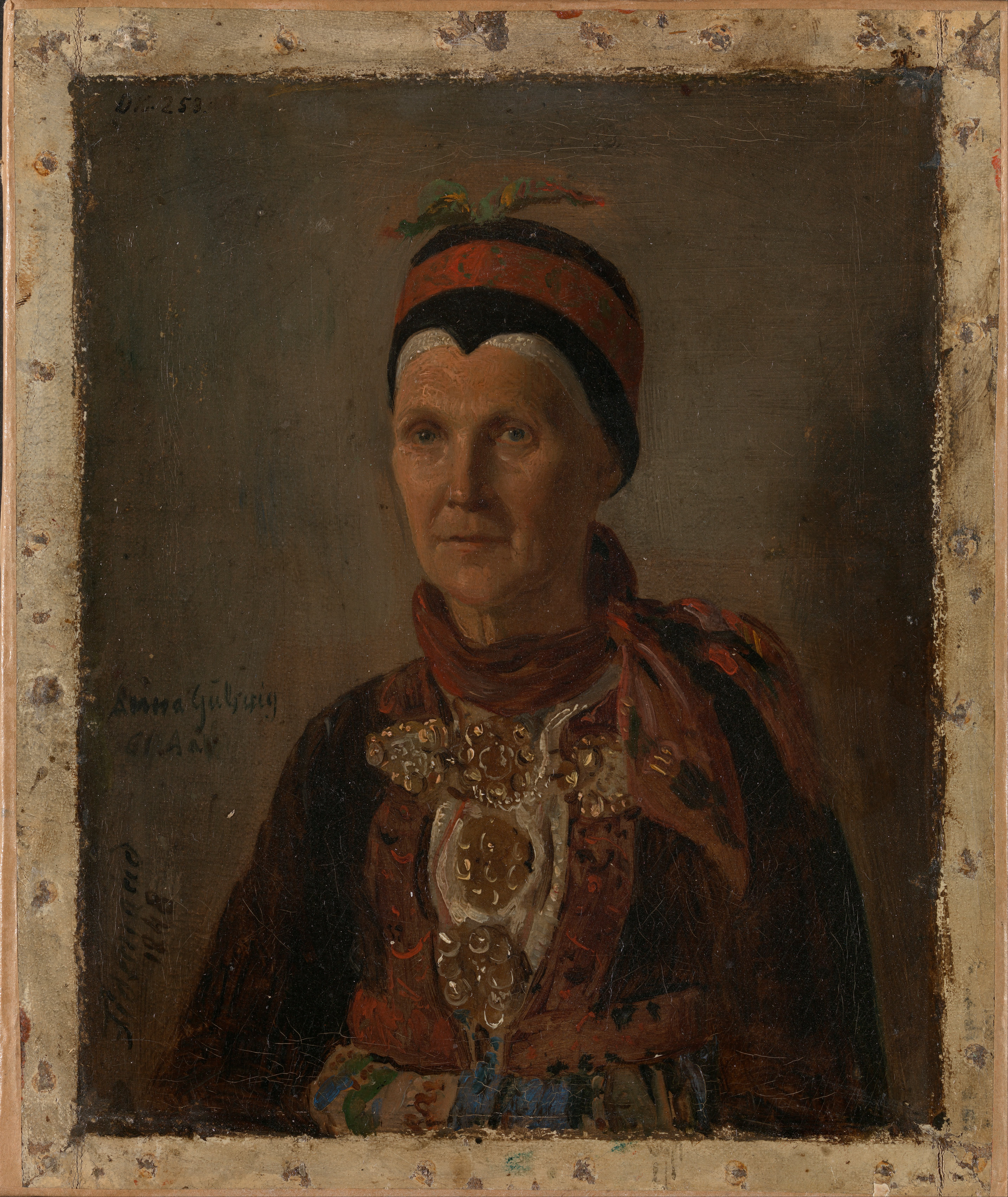
Портрет крестьянки.
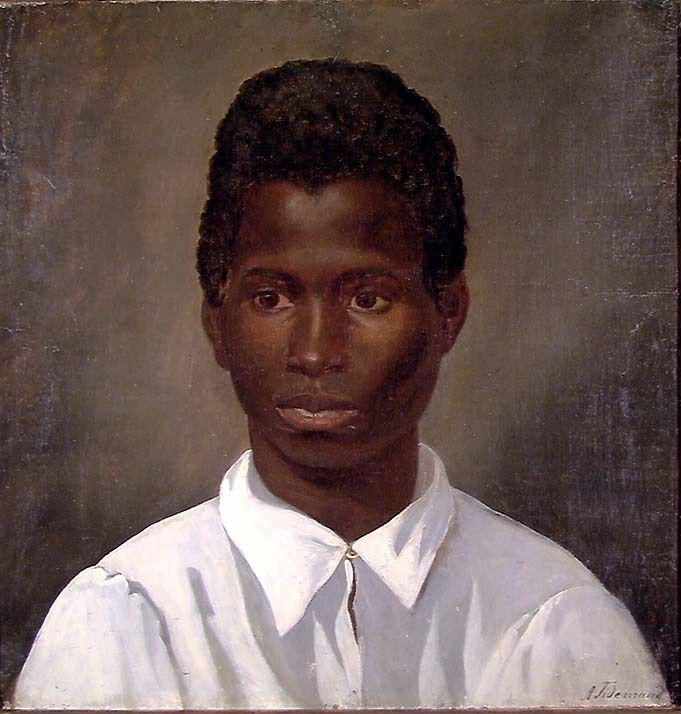
Портрет молодого человека.
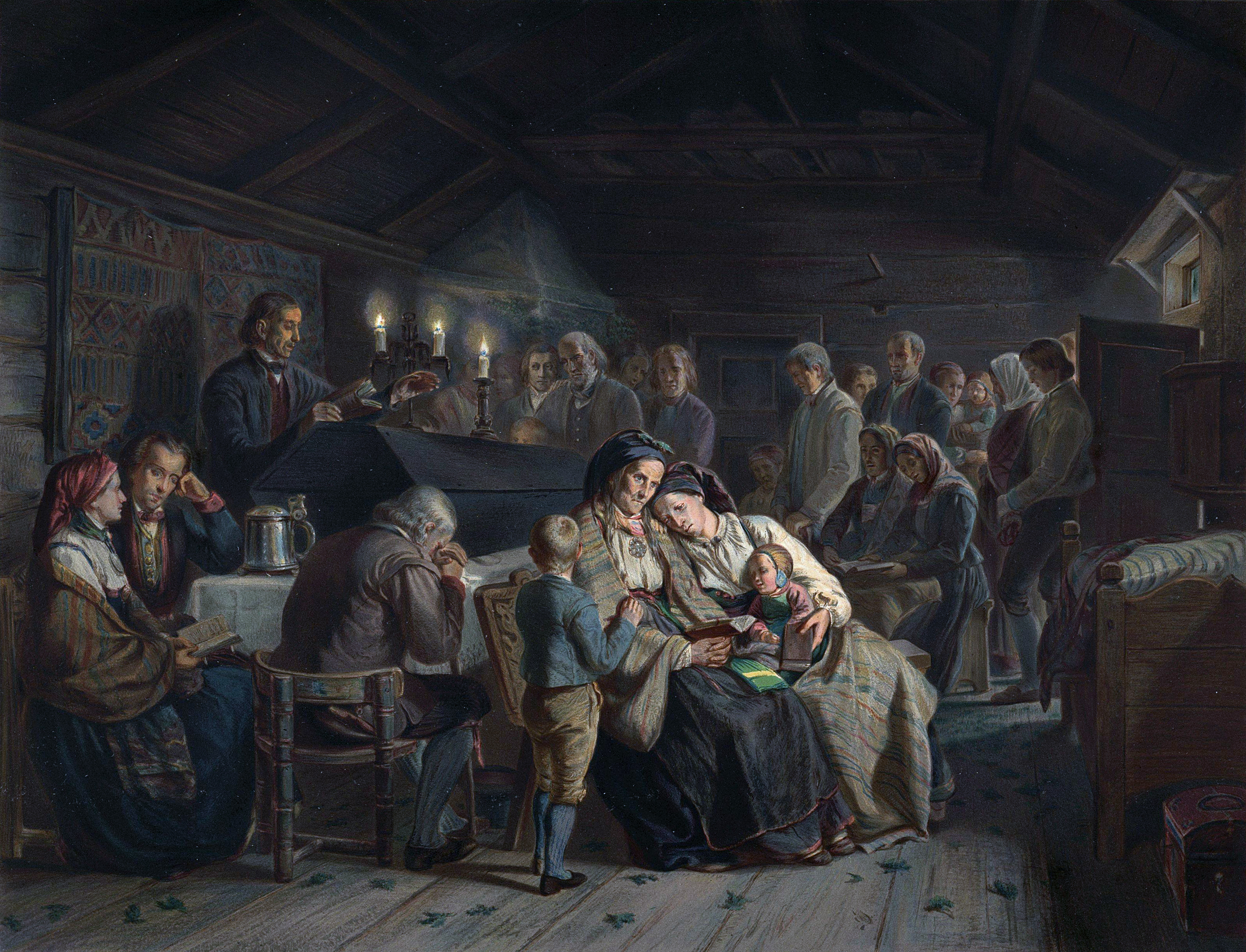
Книжная иллюстрация. Отпевание.
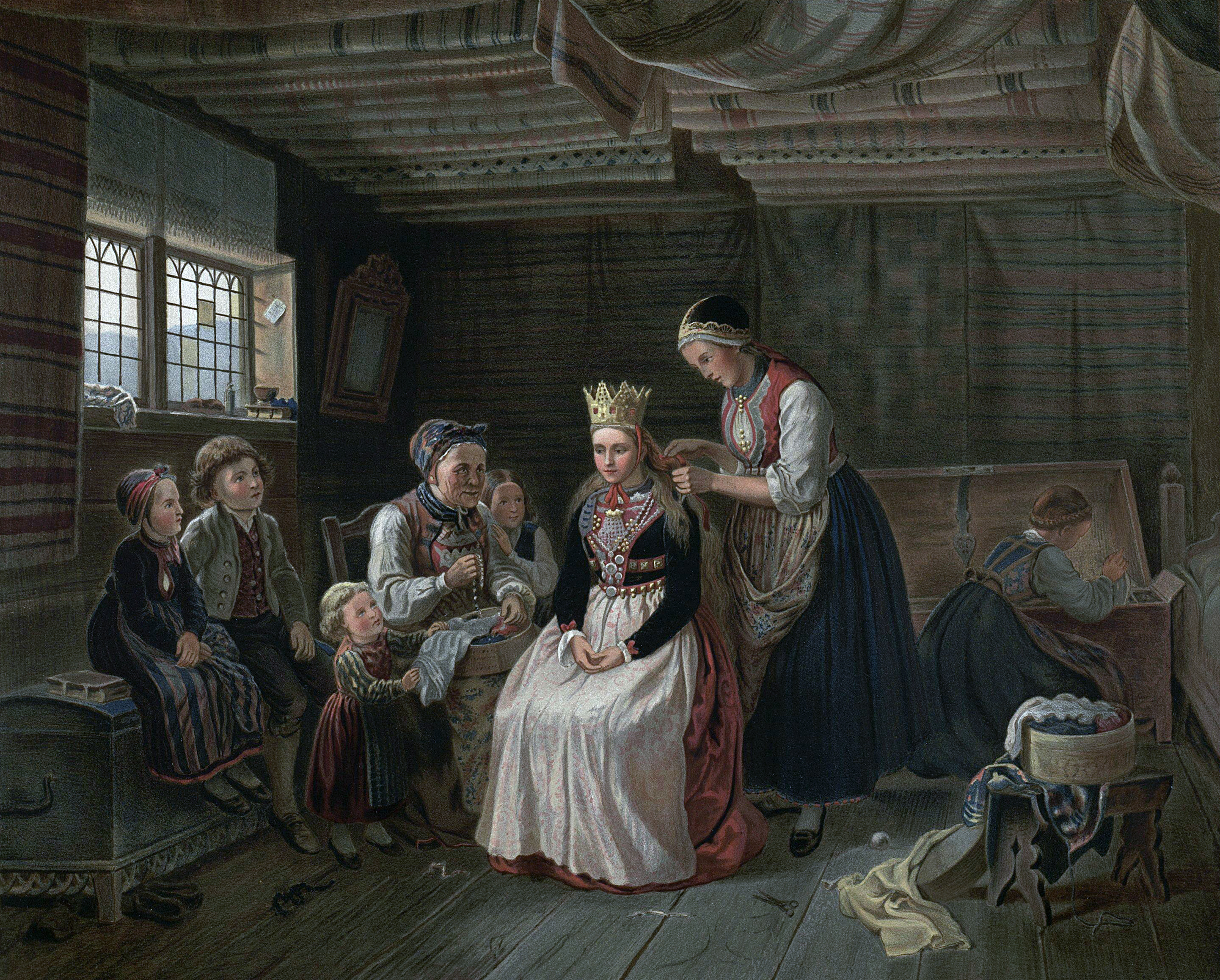
Книжная иллюстрация. Приготовления к свадьбе.
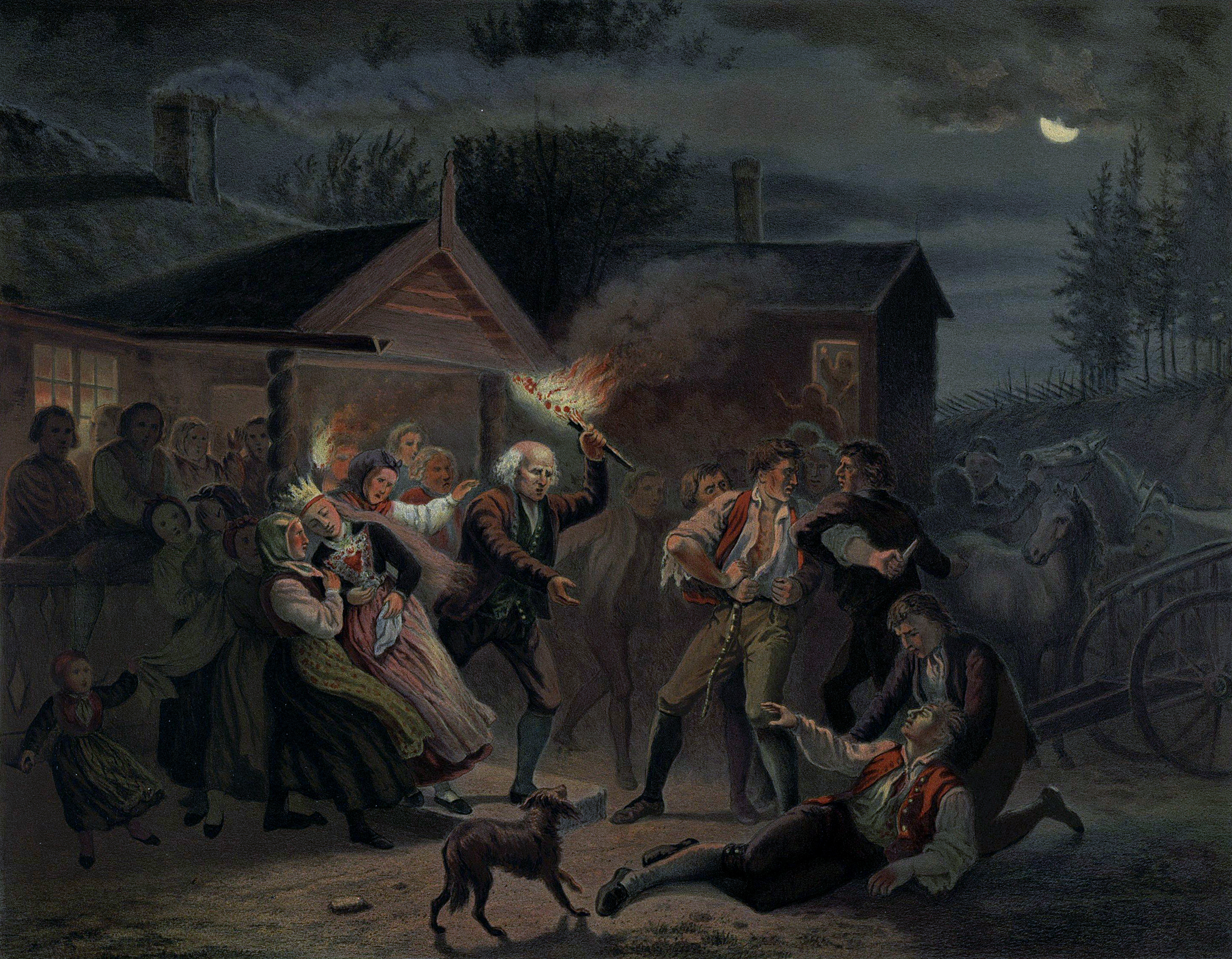
Книжная иллюстрация. Поножовщина на свадебном дворе.
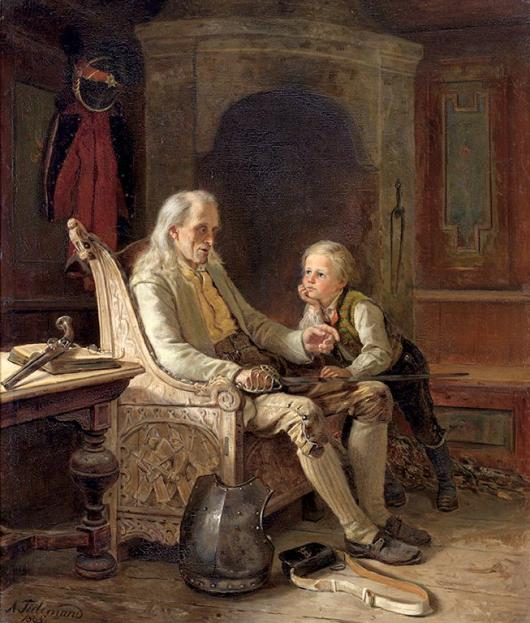
Дедушкины воспоминания.